# Новий Кавенчин (гміна)
Гміна Новий Кавенчин (пол. Gmina Nowy Kawęczyn) — сільська гміна у центральній Польщі. Належить до Скерневицького повіту Лодзинського воєводства.
Станом на 31 грудня 2011 у гміні проживало 3336 осіб.

## Площа
Згідно з даними за 2007 рік площа гміни становила 104.41 км², у тому числі:
- орні землі: 78.00%
- ліси: 15.00%

Таким чином, площа гміни становить 13.81% площі повіту.

## Населення
Станом на 31 грудня 2011:
| Опис     | Загалом | Загалом | Чоловіки | Чоловіки | Жінки | Жінки |
| -------- | ------- | ------- | -------- | -------- | ----- | ----- |
| одиниця  | осіб    | %       | осіб     | %        | осіб  | %     |
| все      | 3336    | 100     | 1691     | 50.69    | 1645  | 49.31 |
| міське   | 0       | 100     | 0        |          | 0     |       |
| сільське | 3336    | 100     | 1691     | 50.69    | 1645  | 49.31 |

## Сусідні гміни
Гміна Новий Кавенчин межує з такими гмінами: Біла-Равська, Ковеси, Пуща-Марянська, Рава-Мазовецька, Скерневіце.